# Ринзі Лхам
Ринзі Лхам (англ. Rinzi Lham; народилась 10 жовтня 1967), стрілець, яка представляла Бутан у міжнародному масштабі.
Лхам, разом з Карма Ходен та Сонам Чукі, змагалась за Бутан на літніх Олімпійських іграх 1984, що відбулись в Лос-Анджелесі в особистому заліку, де вона зайняла 44 — е місце.
Лхам — наймолодший бутанський представник, яка змагалась на Літніх Олімпійських іграх, їй було 16 років і 304 дні.